# Seven de Estados Unidos 2004
El Seven de Estados Unidos de 2004 fue la primera edición del torneo estadounidense de rugby 7, fue el cuarto torneo de la temporada 2003-04 de la Serie Mundial Masculina de Rugby 7.
Se disputó en la instalaciones del StubHub Center de Los Ángeles.

## Fase de grupos

### Grupo A
| Equipo            | Encuentros | Encuentros | Encuentros | Encuentros | Tantos  | Tantos    | Tantos     | Puntos |
| Equipo            | jugados    | ganados    | empatados  | perdidos   | a favor | en contra | diferencia | Puntos |
| ----------------- | ---------- | ---------- | ---------- | ---------- | ------- | --------- | ---------- | ------ |
| Samoa             | 3          | 3          | 0          | 0          | 88      | 17        | 71         | 9      |
| Inglaterra        | 3          | 2          | 0          | 1          | 107     | 19        | 88         | 7      |
| Estados Unidos    | 3          | 1          | 0          | 2          | 31      | 69        | -38        | 5      |
| Trinidad y Tobago | 3          | 0          | 0          | 3          | 12      | 133       | -121       | 3      |

Nota: Se otorgan 3 puntos al equipo que gane un partido, 2 al que empate y 1 al que pierda

### Grupo B
| Equipo        | Encuentros | Encuentros | Encuentros | Encuentros | Tantos  | Tantos    | Tantos     | Puntos |
| Equipo        | jugados    | ganados    | empatados  | perdidos   | a favor | en contra | diferencia | Puntos |
| ------------- | ---------- | ---------- | ---------- | ---------- | ------- | --------- | ---------- | ------ |
| Nueva Zelanda | 3          | 3          | 0          | 0          | 90      | 31        | 59         | 9      |
| Canadá        | 3          | 2          | 0          | 1          | 62      | 58        | 4          | 7      |
| Tonga         | 3          | 1          | 0          | 2          | 47      | 53        | -6         | 5      |
| Australia     | 3          | 0          | 0          | 3          | 29      | 86        | -57        | 3      |

### Grupo C
| Equipo        | Encuentros | Encuentros | Encuentros | Encuentros | Tantos  | Tantos    | Tantos     | Puntos |
| Equipo        | jugados    | ganados    | empatados  | perdidos   | a favor | en contra | diferencia | Puntos |
| ------------- | ---------- | ---------- | ---------- | ---------- | ------- | --------- | ---------- | ------ |
| Sudáfrica     | 3          | 3          | 0          | 0          | 115     | 7         | 108        | 9      |
| Francia       | 3          | 1          | 1          | 1          | 36      | 45        | -9         | 6      |
| Corea del Sur | 3          | 1          | 1          | 1          | 50      | 61        | -11        | 6      |
| Uruguay       | 3          | 0          | 0          | 3          | 26      | 114       | -88        | 3      |

### Grupo D
| Equipo    | Encuentros | Encuentros | Encuentros | Encuentros | Tantos  | Tantos    | Tantos     | Puntos |
| Equipo    | jugados    | ganados    | empatados  | perdidos   | a favor | en contra | diferencia | Puntos |
| --------- | ---------- | ---------- | ---------- | ---------- | ------- | --------- | ---------- | ------ |
| Argentina | 3          | 3          | 0          | 0          | 83      | 15        | 68         | 9      |
| Fiyi      | 3          | 2          | 0          | 1          | 83      | 47        | 36         | 7      |
| Chile     | 3          | 1          | 0          | 2          | 36      | 93        | -57        | 5      |
| Kenia     | 3          | 0          | 0          | 3          | 24      | 71        | -47        | 3      |

## Fase Final

### Cuartos de final
| 15 de febrero | Argentina | 17 - 0 | Francia |  |  |

| 15 de febrero | Samoa | 15 - 10 | Canadá |  |  |

| 15 de febrero | Nueva Zelanda | 22 - 0 | Inglaterra |  |  |

| 15 de febrero | Fiyi | 22 - 14 | Sudáfrica |  |  |

### Semifinal
| 15 de febrero | Argentina | 17 - 12 | Samoa |  |  |

| 15 de febrero | Nueva Zelanda | 15 - 12 | Fiyi |  |  |

### Final
| 15 de febrero | Argentina | 21 - 12 | Nueva Zelanda |  |  |

| Bandera de Argentina   |
| Campeón Argentina      |
| 1º título del circuito |